# جاكايا كيكويتي
الجنرال جكايا ميرشو كيكويتِ (و. 7 أكتوبر 1950) رئيس تنزانيا الرابع.

## التعليم
- 1958- 1961	التعليم الابتدائي مدرسة موسوجا
- 1962- 1965	التعليم المتوسط مدرسة لوجوبا
- 1966- 1969	التعليم الثانوي مدرسة كيباها
- 1972- 1975 جامعة دار السلام تخصص اقتصاد

## الحياة العسكرية
- 1972- 1979	ملازم
- 1979-1984	نقيب
- 1984-1986	Chief political instructor
- 1984- 1991	رائد
- 1991- حاليا 	مقدم

## الحياة السياسية
- 1988-1990	عضو في البرلمان – نائب وزير الطاقة
- 1990-1994	وزير الماء والطاقة والمناجم
- 1994-1995	وزير المالية
- 1990-2005	عضو في البرلمان
- 1995-2005	وزير الشوؤن الخارجية والتعاون الدولي
- 2005- حاليا 	رئيس تانزانيا – انتخب بغالبية الأصوات 80.3%

## أهم أعماله
1. العمل على تعميم السلام في منطقة البحيرات العظمى وخاصة مع بوروندي وجمهورية الكونغو
2. خلق تعاون مع دول شرق أفريقيا وخاصة كينيا وأوغندا وإنشاء اتحاد الثقافة المشتركة
3. خلف بينجامين مكابا رئيساً لتانزانيا

## روابط خارجية
- جاكايا كيكويتي على موقع IMDb (الإنجليزية)
- جاكايا كيكويتي على موقع الموسوعة البريطانية (الإنجليزية)
- جاكايا كيكويتي على موقع مونزينجر (الألمانية)